# Amphitragulus
Genre

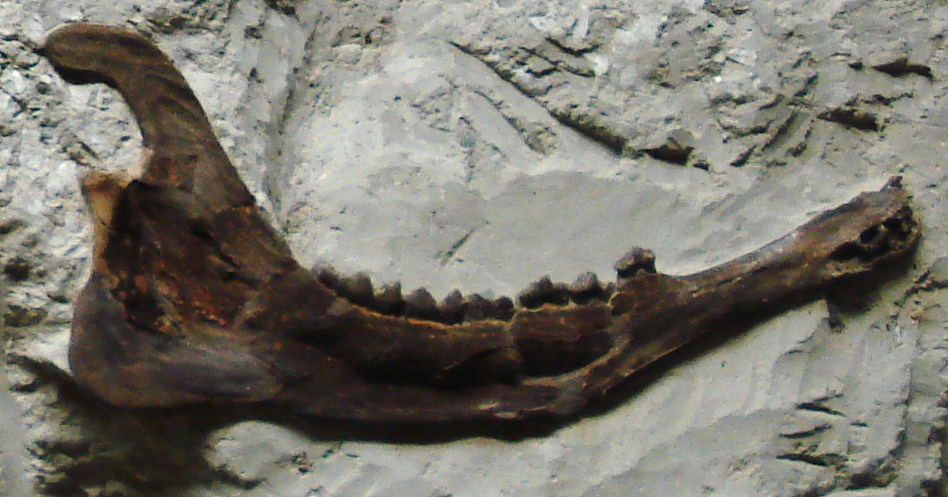
Mâchoire, Musée national d'histoire naturelle de Stuttgart.

Amphitragulus est un genre d'ongulé artiodactyle préhistorique appartenant à la famille des Palaeomerycidae ; il est endémique de l'Europe à partir du Miocène. C'est le plus ancien genre connu de la famille. Ses fossiles ont été découverts en Aragon, à Ronheim (de) en Allemagne, en Sardaigne, en France et au Kazakhstan ; ils s'échelonnent entre 55,8 et 15,97 millions d'années.